# Luke Treadaway
Luke Antony Newman Treadaway (Exeter, 10 de setembro de 1984), mais conhecido como Luke Treadaway, é um ator inglês conhecido principalmente pelo seu trabalho no teatro. Foi o primeiro a interpretar o papel de Albert na produção de War Horse no National Theatre e em 2013 venceu o Prémio Laurence Olivier de Melhor Ator pela peça The Curious Accident of the Dog in the Nighttime.
Foi ainda um dos protagonistas do filme Attack the Block e atualmente participa na série Fortitude, transmitida pelo canal Sky Atlantic.
É também o intérprete do escritor e músico James Bowen no filme Um Gato de Rua Chamado Bob baseado no best seller homônimo.
É irmão gêmeo do também ator Harry Treadaway, da série de TV Penny Dreadful.

## Primeiros anos
Luke nasceu no Royal Devon and Exeter Hospital em Exeter, Devon e foi criado em Sandford, Devon. O seu pai é arquiteto e a sua mãe é professora primária; ele tem um irmão mais velho, Sam (artista)  e um irmão gémeo 20 minutos mais novo, Harry. A primeira vez que representou foi numa produção da sua aldeia de Capuchinho Vermelho, no papel de narciso. O seu pai fez de Lobo Mau Luke e o seu irmão Harry frequentaram a Queen Elizabeth's Community College em Crediton, Devon, onde jogaram duas vezes para a Devon Cup e ganharam uma vez.
Inspirados pela sua admiração de Eddie Vedder  e com o apoio do seu professor de teatro do secundário, Phil Gasson,  os gémeos fundaram uma banda, os Lizardsun com Matt Conyngham e Seth Campbell. Os gémeos frequentaram o National Youth Theatre juntos e em 2006 completaram um curso de representação na London Academy of Music and Dramatic Art. Enquanto frequentou o NYT, Luke interpretou o papel  de Príncipe Ivan em The Firebird. Também fez parte do elenco de uma produção de Murder in the Cathedral.

## Carreira
Quando Luke e o irmão ainda estudavam representação, conseguiram os papéis de protagonistas do filme Brothers in the Head, onde fizeram de gémeos siameses. Luke interpretou o papel de Barry Howe, o vocalista de uma banda de punk-rock, enquanto que o seu irmão fez o papel de Tom Howe, o guitarrista e compositor. Durante os ensaios para o filme e ao longo da rodagem, Harry e Luke estavam ligados um ao outro, durante 15 horas por dia, através de roupa de mergulho. Os dois também dormiam na mesma cama para simular a natureza siamesa das suas personagens. Os irmãos gravaram todas as músicas que se ouvem no filme e ainda nove faixas para o CD.
Depois de terminar o curso de representação, Luke conseguiu o papel de protagonista na série da BBC, The Innocence Project. No ano seguinte interpretou o papel de Theo no telefilme Clapham Junction. O filme segue 5 histórias de homossexuais numa noite de verão.
Luke estreou-se no teatro com a peça Saint Joan no National Theatre, e, mais tarde, fez o papel de Albert na peça War Horse no mesmo teatro. Em 2008 participou em Piranha Heights, uma peça original de Philip Ridley, no Soho Theatre. Participou também em Cradle Me, uma peça original de Simon Vinnicombe, no Finborough Theatre. Em novembro de 2008 voltou ao papel de Albert na adaptação de John Tams de War Horse para a BBC Radio 2.
Em 2009 participou na peça Over There no Royal Court Theatre na qual trabalhou com o seu irmão gémeo. Em novembro de 2009 foi para a Roménia filmar The Whistleblower com Rachel Weisz, Vanessa Redgrave e Monica Bellucci.
Em 2009 fez parte do elenco do filme Heartless, com Jim Sturgess e Noel Clarke.Em 2010, fez o papel de Prokopion no filme Clash of the Titans. No ano seguinte participou no filme Killing Bono, com Ben Barnes e Pete Postlethwaite. Protagonizou ainda o filme independente escocês You Instead, que foi filmado no festival T in the Park em 2010.
Em 2011 interpretou o papel do herói em The History of Titus Groan, um ciclo de seis adaptações da BBC Radio 4 dos libros de Mervyn Peake Participou também em Late Bloomers com William Hurt e Isabella Rossellini. Ainda em 2011, participou no filme Attack the Block, com Nick Frost e Jodie Whittaker  e realizou um videoclipe da banda Boxettes.
Em 2012, protagonizou o filme Cheerful Weather for the Wedding, com Felicity Jones. Protagonizou também a adaptação de duas partes do thriller Thirteen Steps Down. No mesmo ano, estreou a peça The Curious Incident of the Dog in the Night-Time no National Theatre, protagonizada por Luke. O seu papel na peça valeu-lhe um prémio Olivier de Melhor Ator, numa cerimónia em que a peça venceu um total de 7 prémios, conseguindo alcançar um record estabelecido pela peça Matilda the Musical. Em 2013 a peça foi transferida para o Apollo Theatre onde, em dezembro desse ano, o teto desabou, ferindo 80 pessoas. Luke estava em palco quando se deu o acidente.
Em 2015, durante as filmagens do filme Um Gato de Rua Chamado Bob, Treadaway chegou a dormir na rua para se inteirar no papel de um sem-teto.

## Vida pessoal
Luke divide um apartamento no Norte de Londres com a namorada, a atriz Ruta Gedmintas, com o irmão Harry e com uma amigo que toca na sua banda. Luke e Ruta trabalharam juntos no filme Um Gato de Rua Chamado Bob.

## Filmografia
| Ano       | Título                               | Papel                |
| --------- | ------------------------------------ | -------------------- |
| 2005      | Brothers of the Head                 | Barry Howe           |
| 2006–2007 | The Innocence Project                | Adam / Adam Solomons |
| 2007      | Clapham Junction                     | Theo                 |
| 2007      | God's Wounds                         | Mark                 |
| 2008      | Scratch                              | Sol                  |
| 2008–2009 | Mist: Sheepdog Tales                 | Eddie/Piggy Patrick  |
| 2009      | Dogging: A Love Story                | Dan                  |
| 2009      | Viko                                 | Viko                 |
| 2009      | Heartless                            | Lee Morgan           |
| 2010      | For the First Time (The Script song) | James                |
| 2010      | Clash of the Titans                  | Prokopion            |
| 2010      | Alice                                | White Rabbit         |
| 2010      | The Whistleblower                    | Jim Higgins          |
| 2011      | Late Bloomers                        | -                    |
| 2011      | You Instead / Tonight You're Mine    | Adam                 |
| 2011      | Attack the Block                     | Brewis               |
| 2011      | Killing Bono                         | Rick                 |
| 2011      | Man in Fear                          | Anthony Fox          |
| 2012      | Cheerful Weather for the Wedding     | Joseph Patten        |
| 2012      | Thirteen Steps Down                  | Mix Cellini          |
| 2012      | St George's Day                      | William Bishop       |
| 2013      | Wasteland                            | Harvey               |
| 2013      | Get Lucky                            | Lucky                |
| 2013      | Rubicon                              | Sam                  |
| 2015      | Fortitude                            | Vincent Rattrey      |
| 2015      | Vicious                              | Young Freddie        |
| 2016      | Ethel & Ernest                       | Raymond Briggs (voz) |
| 2016      | Um Gato de Rua Chamado Bob           | James Bowen          |

## Teatro
- 2007: Saint Joan (Royal National Theatre)
- 2007: War Horse no papel de Albert (Royal National Theatre)
- 2008: Piranha Heights de Philip Ridley (Soho Theatre)
- 2008: Cradle Me de Simon Vinnicombe (Finborough Theatre)
- 2008: War Horse de John Tams (BBC Radio 2)
- 2009: Over There (Royal Court Theatre)
- 2011: The History of Titus Groan (Radio 4 Drama)
- 2012: The Curious Incident of the Dog in the Night-Time (Royal National Theatre)

## Videoclipes
- Luke participa no vídeo da música "For the First Time" da banda The Script.
- Também participa no vídeo da música Champion Sound" dos Crystal Fighters.